# 玻璃胎畫琺瑯牡丹藍地膽瓶
玻璃胎畫琺瑯牡丹藍地膽瓶，是清康熙年間之作品（西元1654 - 1722年），為玻璃質地的琺瑯器物，膽瓶器型，以藍釉為基底，綴有纏枝牡丹花卉紋樣。底部無款，乾隆時期為之配製收藏的木匣，匣蓋上又刻「康熙年製玻璃胎畫琺瑯花卉藍地膽瓶一件」，而得知作品產燒於康熙時期。:169

## 歷史背景
西歐精美的畫琺瑯工藝受康熙皇帝之青睞，除了金屬胎與玻璃胎畫琺瑯工藝外，匠役們也將琺瑯釉彩繪在瓷胎與宜興陶胎器表，成為後人稱頌的琺瑯彩陶瓷器。同時期西方對青花瓷趨之若鶩，也仿造許多中國青花瓷器之紋飾。

## 畫珐瑯
清宮畫琺瑯受歐洲畫琺瑯的啟發，為清康熙時期宮中蓬勃發展的新興工藝。康熙於在位晚期時，命內務府造辦處設立琺瑯作坊，以歐洲畫琺瑯為範本，再加上中國原有之瓷器彩繪或掐絲琺瑯為基礎，自行研發清宮畫珐瑯；乾隆時期中西交流愈加頻繁，引進更多歐洲畫琺瑯的製作技術、窯爐及琺瑯顏料，並集合西方各類藝匠合作，而成功創燒富有清宮皇家特色的畫琺瑯，以金屬胎、瓷胎、宜興胎與玻璃胎之四種不同材質為主。

## 乾隆木匣
玻璃胎畫琺瑯牡丹藍地膽瓶原收貯在一件插蓋式木匣中，匣高16.5公分、橫長9.8公分、縱長9.4公分。為乾隆時期高宗下旨配製盛裝，蓋面陰刻填藍楷書「康熙年製玻璃胎畫珐瑯牡丹藍地膽瓶一件」之字，木匣內有一夾板可卡住瓶身以免玻璃瓶在匣內晃動，但造成器足無法碰觸匣底，因此推測原應有一木座。:36
木匣插蓋上有朱書「北字一號、一筆、完」之字，因其收貯在端凝殿北側小屋，為內庭執事人員所賦予的編號與紀錄；匣身上方側面先朱書在墨寫蓋之，有楷體「辰一」二字，為收貯在清朝內庭時曾被賦予的編號。木匣原附貼一張破損黃簽，其上墨書：「康熙玻璃胎一件」。:38

## 康熙玻璃珐瑯
康熙期間由於玻璃珐瑯的製造技術尚未成熟，現今的留存數量稀少，已知三件康熙玻璃胎畫珐瑯器，其餘分別為畫珐瑯五彩紅玻璃鼻煙壺、畫珐瑯花卉小杯，以臺北國立故宮博物院所藏之玻璃胎畫琺瑯牡丹藍地膽瓶尺寸最大，也是唯一一件被收貯於乾清宮庫房的玻璃胎珐瑯器。乾隆時期中西交流盛行，故留存多件玻璃胎珐瑯器，例如福壽葫蘆小瓶、人物鼻煙壺、花卉鼻煙壺等器物。:36